# N397 (België)
De N397 is een gewestweg in België tussen Brugge (R30) en Loppem (N309). De weg heeft een lengte van ongeveer 6 kilometer.
De gehele weg bestaat uit twee rijstroken voor beide rijrichtingen samen.